# Фрикциони пренос
Фрикциони пренос или тарни пренос је врста механичког преноса енергије, код којега се пренос врши трењем (фрикцијом) између површина.
Трење између елемената може бити суво, гранично или текуће. Код текућег трења, радни вијек површина је продужен зато што се налазе у течности која одводи топлоту.
Пренос трења се у пракси најчешће остварује непосредним додиром точкова. Снага и обртни моменат се онда преносе силом трења.

## Подјела
- цилиндрични фрикциони точкови
- конични фрикциони точкови

## Предности
Предности наспрам ланчаног преноса су:
- бешуман рад
- апсорбовање вибрација
- подмазивање је непотребно
- могући врло високи преносни односи
- мала цијена
- при хаварији, мање опасан од ланца

## Недостаци
Недостаци овакве реализације укључују следеће:
- ограничено оптерећење
- висок степен проклизавања
- краћи вијек трајања
- немогућност коришћења на великим осним растојањима вратила

## Употреба
Сва сувоземна возила користе фрикциони пренос за покретање (спој точак-тло). Осим тога, многе машине користе такву врсту механичког преноса, гдје постоје два фрикциона точка која се тару један о други. 
На примјер, код динама на бициклу, точак бицикла се таре о фрикциони точак на врху динама који покреће ротор истог и производи струју.